# Fiord de Sherard Osborn
El fiord Saint George és un fiord, banyat pel mar de Lincoln, que es troba a l'extrem septentrional de Groenlàndia, dins el Parc Nacional del Nord-est de Groenlàndia. Deu el seu nom a l'almirall de la Royal Navy i explorador àrtic Sherard Osborn (1822-1875).
Es tracta d'un fiord que s'obre al NNW entre Dragon Point, a l'extrem nord de l'illa de Hendrik, i el Cap May, al nord-oest de la Terra de Wulff. Té una llargada de 100 quilòmetres, per 15 d'amplada. El Hartz Sound el connecta amb el fiord Saint George. La glacera de Ryder hi desemboca.